# Maryanne Amacher
Maryanne Amacher (ur. 25 lutego 1938 w Kane, zm. 2 października 2009 w Rhinebeck) – amerykańska kompozytorka, znana z pracy nad zjawiskami psychoakustycznymi.

## Życiorys
Urodzona w Kane w Pensylwanii. Od dziecka uczyła się grać na fortepianie. W 1955 rokupodjęła studia, z pełnym stypendium, na Uniwersytecie Pensylwanii, gdzie uczyła się kompozycji u George’a Rochberga oraz Karlheinza Stockhausena. Uzyskała dyplom w 1964 roku.
Jednocześnie ukończyła akustykę oraz informatykę na Uniwersytecie w Illinois w Urbanie i Champaign.
Amacher korzystała z wielu stypendiów i grantów, m.in. na Uniwersytecie Illinois w „Studio Muzyki Eksperymentalnej” (EMS), MIT Centrum zaawansowanych studiów wizualnych (CAVS) i wielu innych, również międzynarodowych.
W latach 1967–81 stworzyła cykl 22 City-Links, łącząc dźwięki pochodzące z oddalonych od siebie mikrofonów w utwór transmitowany na żywo. Wykorzystywała przestrzeń dźwiękową przedmieść Buffalo, MIT, bostońskiej przystani, okolice Mississippi, port w Nowym Jorku, studia w wielu lokalizacjach i wiele innych miejsc w USA oraz za granicą.  Czasem, również, angażowała wykonawców podczas nagrania, takich jak John Cage i Georg Lewis w City-Links #18. Pierwszy utwór z cyklu powstał na Uniwersytecie w Buffalo w 1967 roku Umieściła wtedy mikrofony w 5 miejscach w mieście i miksowała dźwięki transmitowane z nich na żywo przez 28-godzin. Korzystając z ośmiokanałowego miksera zestawiała i przekształcała dźwięki traktując tworzone kompozycję jako rodzaj pogody dla osób żyjących w mieście.

Najważniejsze prace Amacher miały charakter site-specific, jak instalacja Music for Sound-Joined Rooms, która powstała w  wiktoriańskim domu Dennisa Russella Daviesa podczas festiwalu New Music America w Minneapolis w 1980 roku. Artystka skupiła się na pracy z wielkimi falami amplifikowanymi poprzez strukturę architektoniczną budynku, o której pisała w 1983 w tekście "Wskazówki do pracy z wielkimi falami powstałymi w wyniku przewodnictwa dźwięku przez strukturę architektoniczną" w następujący sposób:
Muzyka, którą komponuję, „ożywa” wyłącznie wtedy, kiedy WYBRZMIEWA JAKO CZĘŚĆ ARCHITEKTURY. To, co brzmi jakby przytępione, omdlałe, albo uwięzione, niczym nadmiar energii próbującej się wyzwolić, staje się fizycznym bytem, stworem „ożywającym” w kontekście jego inscenizacji w architekturze danej przestrzeni. To nie jest jedynie poetycka wizja. Mowa tu o pryncypiach fizyki dźwięku. O tym, co akustycy nazywają przewodzeniem poprzez strukturę w przeciwieństwie do przewodzenia drogą powietrzną. Im większa prędkość dźwięku, tym większa długość fali dźwiękowej. Dźwięk porusza się znacznie szybciej w ciele stałym niż w powietrzu. FALA DŹWIĘKU C RAZKREŚLNEGO MA JEDYNIE 120 CENTYMETRÓW W POWIETRZU, W CIELE STAŁYM MA PONAD 6 METRÓW! Odczuwamy te różnice! Przy wykorzystaniu standardowego ustawienia głośników muzyka przenoszona jest drogą powietrzną. Gdy inscenizuję swoją muzykę, to kształty fali stają się pięciokrotnie większe! W związku z tym faktem KSZTAŁTY WEWNĄTRZ MUZYKI SĄ WZMOCNIONE, POWIĘKSZONE, i naprawdę ODCZUWAMY JE NASZYMI CIAŁAMI, a nie jedynie w uszach, jak wtedy, gdy dźwięk przewodzony jest drogą powietrzną i odbieramy go abstrakcyjnie. Dzieje się tak, ponieważ wielkość fali dźwięku nie pasuje do rozmiarów ciała. Chodząc, czujemy, jak dźwięk porusza się wokół nas i przechodzi przez nas, krążąc w naszej przestrzeni. Z falą akustyczną C razkreślnego o wysokości 120 centymetrów mogą mierzyć się jedynie pigmeje, dzieci i karły. (Przypomina mi to stworzony przez Le Corbusiera Modulor – system proporcji, który dostosowywał wymiary architektoniczne danej przestrzeni do specyficznych rozmiarów ludzkiego ciała).
Początek pracy z przewodnictwem strukturalnym nastąpił podczas pracy nad muzyką do baletu Torse (1976), gdy występując z zespołem Merce’a Cunninghama wykorzystała architekturę teatru w Caracas, tak aby wydobyłam się z wszystkich balkonów widowni w kształcie podkowy. Jeszcze podczas pracy nad City-Links Amacher zainteresowała się emisją otoakustyczną (wykorzystaną w otologicznej diagnostyce pierwszy raz w 1978 roku przez Davida Kempa, czyli zjawiskiem produkowania przez ucho wewnętrzne dźwięków w reakcji na bodźce słuchowe. Artystka przez lata tworzyła kompozycje wykorzystując to zjawisko:
W tworzeniu kompozycji interesują mnie tony jakie tworzymy stanowią reakcję na przestrzeń akustyczną, w której się znajdujemy. Tony te oddziałują afektywnie na nasz umysł i ciało. Reakcja tego drugiego opiera się na wytworzeniu nowych tonów. To, co nazywam „geografią percepcyjną” stanowi efekt wytworzonego związku pomiędzy tymi tonami. Określam przestrzenie jak ucho, mózg, pokój, w których powstają te tony, aby stworzyć mapę umożliwiającą ich amplifikację poprzez muzykę.  Wsłuchuję się w to, co stanowi wrodzoną a może nawet wyjątkową dla człowieka umiejętność. Celem staje się stworzenie muzyki pozwalającej nam „usłyszeć” te reaktywne dźwięki. Uświadamiając, że dźwiękowe interwały powodują określone reakcje naszych uszy i mózgów. Muzyka ta konfrontuje nas z tym, co z nami się dzieje.
Po spotkaniu z Johnem Cage’em w 1968 roku na Uniwersytecie Illinois, współpracowała z nim przy Lecture on the Weather (1975).
Od 1980 roku pracowała nad operą Intelligent Life, której nigdy nie dokończyła. Opera miała powstać jako animacja transmitowana w telewizji opierając się na interaktywnym projektowaniu dźwiękowego środowiska
Od 2000 roku uczyła w Bard College.
W 2005 roku otrzymała Prix Arts Electronica za projekt TEO! A sonic sculpture!.
Zmarła 22 października 2009 roku w Rhinebeck.

## Kompozycje
- Cykl 22 City-Links (1967-81)[4]
- Torse (1976)[7]
- Music for Sound-Joined Rooms (od 1980)[7]
- Intelligent Life (1980–)[10]
- Mini-Sound series (od 1985)[7]
- Sound Characters (Making the Third Ear) (1999)[5]